# Pyrausta salvia
Pyrausta salvia is een vlinder van de familie van de grasmotten (Crambidae). De wetenschappelijke naam van deze soort is voor het eerst voorgesteld als Syllythria salvia door Herbert Druce in een publicatie uit 1895.
De soort komt voor in Mexico.